# Condado de Greene (Ohio)
El condado de Greene es uno de los 88 condados del estado estadounidense de Ohio. La sede del condado es Xenia, y su mayor ciudad es Beavercreek. El condado posee un área de 1.078 km² (los cuales 3 km² están cubiertos por agua), la población de 147.886 habitantes, y la densidad de población es de 138 hab/km² (según censo nacional de 2000). Este condado fue fundado en 1803.

## Geografía
Según el censo de 2010, el condado tiene un área total de 416,26 mi² (1,078.1 km²), de los cuales 413,73 mi² (1,071.6 km²) (o 99,39%) es de tierra y 2,53 mi² (6,6 km²) o (0.61%) es de agua.

### Condados adyacentes
- Condado de Clark (norte)
- Condado de Madison (noreste)
- Condado de Fayette (este)
- Condado de Clinton (sur)
- Condado de Warren (suroeste)
- Condado de Montgomery (oeste)
- Condado de Miami (noroeste)

## Localidades

### Ciudades
| - Beavercreek - Bellbrook - Centerville (parcial) - Fairborn | - Huber Heights (parcial, una parcela). - Kettering (parcial) - Xenia |

### Pueblos
| - Bowersville - Cedarville - Clifton (parcial) | - Jamestown - Spring Valley - Yellow Springs |